# Avram Iancu (Alba)
Avram Iancu (in passato Vidra de Sus, in ungherese Felsővidra,  in tedesco Ober-Wider), è un comune della Romania di 1 711 abitanti, ubicato nel distretto di Alba, nella regione storica della Transilvania.
Il comune è formato da un insieme di 33 villaggi: Avram Iancu, Achimețești, Avrămești, Bădăi, Boldești, Călugărești, Cârăști, Cârțulești, Căsoaia, Cândești, Cocești, Cocoșești, Coroiești, Dealu Crișului, Dolești, Dumăcești, Gojeiești, Helerești, Incești, Jojei, Mărtești, Orgești, Pătruțești, Plai, Pușelești, Șoicești, Ștertești, Târsa, Târsa-Plai, Valea Maciului, Valea Uțului, Verdești, Vidrișoara.
La località prende il nome da Avram Iancu (1824-1872), avvocato che fu uno dei capi della rivolta della Transilvania nel 1848-49.